# Лажеаду (Токантинс)

Лажеаду на карте штата.

Лажеаду (порт. Lajeado) — муниципалитет в Бразилии, входит в штат Токантинс. Составная часть мезорегиона Восточный Токантинс. Входит в экономико-статистический микрорегион Порту-Насиунал. Население составляет  2 773 человека на 2010 год. Занимает площадь 322,485 км². Плотность населения — 8,60 чел./км².
Праздник города —  5 мая.

## Демография
Согласно сведениям, собранным в ходе переписи 2010 г. Национальным институтом географии и статистики (IBGE), население муниципалитета составляет:
| Полное население                               | Полное население                               | Полное население                               | Полное население                               | 2 773 |
| ---------------------------------------------- | ---------------------------------------------- | ---------------------------------------------- | ---------------------------------------------- | ----- |
| в том числе:                                   | Городское население                            | 2 166                                          | Процент городского населения, %                | 78,11 |
|                                                | Сельское население                             | 607                                            | Процент сельского населения, %                 | 21,89 |
|                                                | Мужское население                              | 1 464                                          | Процент мужского населения, %                  | 52,79 |
|                                                | Женское население                              | 1 309                                          | Процент женского населения, %                  | 47,21 |
| Плотность населения, чел/км²                   | Плотность населения, чел/км²                   | Плотность населения, чел/км²                   | Плотность населения, чел/км²                   | 8,60  |
| Население муниципалитета в % к населению штата | Население муниципалитета в % к населению штата | Население муниципалитета в % к населению штата | Население муниципалитета в % к населению штата | 0,20  |

По данным оценки 2016 года население муниципалитета составляет 3 026 жителей.

## Статистика
- Валовой внутренний продукт на 2003 составляет 12.624.087,00 реалов (данные: Бразильский институт географии и статистики).
- Валовой внутренний продукт на душу населения на 2003 составляет 4.240,54 реалов (данные: Бразильский институт географии и статистики).
- Индекс развития человеческого потенциала на 2000 составляет 0,715 (данные: Программа развития ООН).

## Важнейшие населенные пункты
| № | Населённый пункт | Населённый пункт (порт.) | Категория | Население чел. (2010) | На карте                       |
| - | ---------------- | ------------------------ | --------- | --------------------- | ------------------------------ |
| 1 | Лажеаду          | Lajeado                  | город     | 2 166                 | 9°45′14″ ю. ш. 48°21′23″ з. д. |